# Novosedly, Břeclav
Novosedly là một làng thuộc huyện Břeclav, vùng Jihomoravský, Cộng hòa Séc.